# دانييل كارتر
دانييل كارتر (بالإنجليزية: Daniel Carter)‏ هو مغن مؤلف أمريكي، ولد في 1955.

## وصلات خارجية
- الموقع الرسمي
- دانييل كارتر على موقع ميوزك برينز (الإنجليزية)